# Список хмарочосів Києва
Хмарочоси Києва — найвищі в Україні, з кожною висоткою пов'язана своя історія.
| Назва                                              | Висота | Поверх. | Рік побудови |
| -------------------------------------------------- | ------ | ------- | ------------ |
| Хмарочос Гінзбурга (зруйнований)                   | ~45 м  | 11      | 1912         |
| Висотний житловий будинок по Хрещатику, 25         | ~55 м  | 14      | 1954         |
| Готель «Україна»                                   | ~60 м  | 16      | 1961         |
| Будинок торгівлі                                   | 94 м   | 24      | 1982         |
| Будинок Міністерства транспорту та зв'язку України | 120 м  | 28      | 1986         |
| Будинок Апеляційного Суду                          | 127 м  | 25      | 2006         |
| БЦ «Парус»                                         | 136 м  | 33      | 2007         |
| Континенталь                                       | 143 м  | 35      | 2009         |
| Кловський узвіз, 7                                 | 168 м  | 47      | 2012         |